# 8 Batalion Saperów (1939)
8 batalion saperów (8 bsap) – pododdział saperów Wojska Polskiego II RP.
Batalion nie występował w pokojowej organizacji wojska. Został sformowany w 1939 przez 1 batalion saperów Legionów dla 8 Dywizji Piechoty.

## Historia batalionu
Mobilizacja
8 batalion saperów nie występował w organizacji pokojowej Wojska Polskiego. Zgodnie z planem mobilizacyjnym „W” batalion był formowany w alarmie, w grupie jednostek oznaczonych kolorem niebieskim. Jednostką mobilizującą był stacjonujący w Modlinie 1 batalion saperów Legionów. 8 batalion saperów był organicznym pododdziałem saperów 8 Dywizji Piechoty. Jednostka była mobilizowana według organizacji wojennej L.3662/mob.org. przewidzianej dla batalionu saperów typu II. Kompanie 1. i 2. były pododdziałami pieszymi. 3 kompania zmotoryzowana i kolumna saperska posiadała „wozy ogumione, na których oprócz sprzętu było załadowanych 40 mb mostu pontonowego o nośności 4 ton”.
W kwietniu 1939 roku została zmobilizowana 1 kompania i zmotoryzowana kompania minerska oraz „szkielet” dowództwa batalionu. Według innego autora 3 zmotoryzowana kompania saperów została zmobilizowana na początku sierpnia 1939 roku. Dyslokowana od 15 sierpnia w rejon Chorzele-Janowo, gdzie wspólnie ze Strażą Graniczną i 11 pułkiem ułanów przygotowywała obiekty do planowanych zniszczeń. Od 25 sierpnia kompania pakietowała materiałem wybuchowym obiekty na wskazanym wyżej odcinku oraz w głębi przewidywanej obrony do rejonu Krzynowłogi Małej i Dużej. W dniach 24-25 sierpnia 2 kompania saperów i pozostałe pododdziały batalionu zmobilizowały się we wsi Bronisławka koło Modlina. Pododdziały batalionu po zmobilizowaniu podejmowały z poszanowaniem pól prace fortyfikacyjne w Modlinie na odcinkach "Pomiechówek", "Twierdza", "Zakroczym", budowano zapory trzyrzędowe płotu kolczastego, małe lekkie polowe schrony, budowano i rozstawiano kozły hiszpańskie, zabezpieczano ściany rowów strzeleckich płotami z wikliny. Do prac na odcinku 8 batalionu przydzielono 27 sierpnia dwie kompanie sformowane z nadwyżek mobilizacyjnych 1 bsap. Leg. Dokonywano wyrębu drewna do prac fortyfikacyjnych w lasach nadleśnictwa Pomiechówek i Kromnów. Prace te batalion wykonywał do 29 sierpnia, w nocy 29/30 sierpnia wyruszył do rejonu Płońska w ślad za oddziałami macierzystej 8 DP, a następnie do miejscowości Młock i Lipiny. 
Działania bojowe
W momencie wybuchu wojny 8 batalion saperów stacjonował w rejonie Lipin. 1 i 2 września 1939 roku zmotoryzowana kompania saperska opóźniała natarcie niemieckie wzdłuż szosy Janowo-Przasnysz wykonując zawały leśne oraz zniszczenia. 2 września 8 bsap. podjął na rozkaz sztabu 8 DP marsz do wsi Kozdroje, wydzielając jednocześnie do ułatwienia w marszu jednostkom artylerii 3 plutony saperów i drużynę dla Kwatery Głównej 8 DP.  Rejon batalionu był bombardowany przez naprowadzone przez dywersantów lotnictwo niemieckie, bez strat. Nocą 2/3 września 8 batalion dyslokował się w rejon wsi Regimin, a kolumna pontonowa do lasu Trzcinka. 3 września kompania zmotoryzowana na odcinku Mazowieckiej Brygady Kawalerii w związku z wprowadzeniem do walki niemieckich czołgów wykonał przeciwpancerne pola minowe, które na tych kierunkach zatrzymały niemiecką broń pancerną. Tego dnia kolumna pontonowa batalionu pomaszerowała do Ciechanowa, w trakcie marszu została ostrzelana przez niemiecką artylerię ciężką, przemaszerowała dalej do lasów opinogórskich, a następnie na rozkaz dowódcy batalionu wyruszyła w kierunku Glinojecka. W wyniku nalotu lotnictwa niemieckiego 4 września podzieliła się na dwie części jedna pod dowództwem por. rez. Grzegorzewskiego pomaszerowała przez Raciąż na Płock, gdzie dotarła w nocy 4/5 września. Rano 4 września 8 bsap. wymaszerował z Regimina do Unikowa, w trakcie marszu przed punktem docelowym nastąpił silny nalot niemiecki w wyniku którego rozproszył kolumnę batalionu. Część batalionu zebrał mjr Klimowicz z którą wycofał się na Płońsk i Wyszogród. Pozostała część wykonała odwrót w rozproszeniu. 8 bsap. zbierał rozproszone grupy w rejonie wsi Rybitew w Puszczy Kampinoskiej 6 września zebrano w pododdziałach od 50 do 70% stanu. W Płońsku 4 września do batalionu dołączyła 3 kompania zmotoryzowana, w trakcie marszu była atakowana przez lotnictwo niemieckie, ale bez większych strat. Zmotoryzowany pluton saperów 7 września na rozkaz dowódcy 8 DP wysadził most na Wiśle w Wyszogrodzie. Jednocześnie część kolumny pontonowej poniżej mostu uruchomiła przeprawę promową. Wieczorem 7 września 8 bsap. pomaszerował do Modlina, dołączył do niego pluton kolumny pontonowej por. rez. Grzegorzewskiego. 8 września 8 batalion skoncentrował się w Modlinie, zebrał się cały batalion, straty to zaginiony oficer i 2 poległych saperów, utracono samochód ciężarowy i wóz narzędziowy. 8 bsap. wraz z baterią pozycyjną artylerii zajął obronę odcinka na południu twierdzy od strony drogi Warszawa-Modlin. 9 września wieczorem kompania zmotoryzowana odjechała do wsi Struga w Puszczy Kampinoskiej, kompania zniszczyła wszystkie środki przeprawowe na prawym brzegu Wisły w rejonie Wyszogrodu. Kompania zmotoryzowana w dniach 12-13 września udzieliła pomocy jednostkom Armii "Pomorze" przy przeprawie przez Bzurę w rejonie Sochaczewa. Do wsi Struga w puszczy została skierowana również kolumna pontonowa batalionu, ale w wyniku nalotów lotnictwa niemieckiego utraciła większość koni, część wozów z pontonami. Została rozwiązana, a żołnierzy wcielono do pozostałych trzech kompanii batalionu. 9 września 8 batalion odbudował most polowy na Wiśle, z uwagi na zniszczenie wszystkich przepraw na Wiśle i Narwi w obrębie twierdzy Modlin.  Ponadto z pontonów odnalezionych w koszarach batalionu mostowego w Kazuniu wybudowano most pontonowy na Narwi w Nowym Dworze. Nocą 14/15 września uruchomiono przeprawę promową z 6 promów przez które przeprawiono część oddziałów z Grupy Operacyjnej gen. bryg. W. Thommeé, a część po moście polowym w Kazuniu. Przeprawa trwała również przez cały dzień 15 września. Z uwagi na wcielenie w szeregi batalionu saperów z rozbitych oddziałów stan jego wzrósł do 1600 żołnierzy i 280 koni. Po 20 września saperzy batalionu wybudowali most polowy w Nowym Dworze, został jednak zniszczony przez niemiecką artylerię, podobnie jak most pontonowy. Z zasobów batalionu sformowano szwadron rozpoznawczy w składzie plutonu kompanii zmotoryzowanej oraz jezdnych ze 113 i 112 lekkich kolumn pontonowych, liczący 120 żołnierzy 3 oficerów i 120 szeregowych z 2 ckm, 6 rkm, 1000 min ppanc. oraz z 2 łazikami i 2 furgonami. W nocy 22/23 września szwadron wyruszył do puszczy, a 24 września został rozbity przez wojska niemieckie, do Modlina powrócił 27 września jedynie jeden furgon. Batalion zorganizował szpital polowy, zbierając sprzęt medyczny i kwaterunkowy. Podczas walk w obronie Modlina 8 bsap. sześć razy odbudowywał most pontonowy na Narwi, dwukrotnie most polowy na Narwi i dwukrotnie most polowy na Wiśle. Wykonywano stałe naprawy wszystkich mostów często pod ostrzałem artylerii niemieckiej i podczas ataków lotnictwa niemieckiego. Spowodowało to liczne straty osobowe batalionu. Batalion skapitulował w dniu 29 września. Od 29 września do 1 października na podstawie umowy kapitulacyjnej rozminowywała drogi i dojazdy.
29 września 1939 roku dowódca Armii „Warszawa”, generał dywizji Juliusz Rómmel „w uznaniu zasług i wykazane męstwo i ofiarność w czasie walk z Niemcami” odznaczył:
Krzyżem Srebrnym Orderu Virtuti Militari:
- mjr inż. Walerian Kilmowicz,
- kpt. Stanisław Józef Lipiński,
- por. Bronisław Tołwiński,
- ppor. Edward Fedorowicz,
- śp. sap. Jan Kowalski,

Krzyżem Walecznych:
- kpt. Wiktor Klimowicz (po raz trzeci),
- por. Marian Madejski (po raz drugi),
- kpr. Jan Bazarnik (po raz drugi),
- kpr. Marian Mirgos (po raz drugi),
- śp. sap. Jan Jankowski (po raz drugi),
- sap. Bronisław Mazur (po raz drugi),
- por. Bolesław Wacław Anecki,
- plut. Michał Piotrowski,
- sap. Stanisław Nowak[12].

## Struktura i obsada etatowa
Obsada personalna we wrześniu 1939:
Dowództwo batalionu
- dowódca – mjr inż. Walerian Kilmowicz
- zastępca dowódcy – kpt. Wiktor Klimowieź
- adiutant – ppor. rez. Zygmunt Czesław Renczarski
- oficer płatnik – ppor. rez. NN
- oficer gospodarczy – ppor. rez. NN

1 kompania
- dowódca kompanii – kpt. Mieczysław Ostoja–Hełczyński (do 16 IX 1939), ppor. Edward Fedorowicz
- dowódca I plutonu – ppor. Edward Fedorowicz
- dowódca II plutonu – ?
- dowódca III plutonu – ?

2 kompania
- dowódca kompanii – kpt. Stanisław Józef Lipiński
- dowódca I plutonu – por. rez. Czesław Feliks Jurczyński
- dowódca II plutonu – ppor. Stanisław Przymanowski
- zastępca dowódcy plutonu – ppor. rez. Zygmunt Leszczyński
- dowódca III plutonu – ppor. Kazimierz Brzeziński
- zastępca dowódcy plutonu – ppor. rez. inż. Stanisław Serejko

3 zmotoryzowana kompania minerska
- dowódca kompanii – por. Bolesław Wacław Anecki
- dowódca plutonu minerskiego – ppor. rez. Marian Skoczek
- dowódca plutonu minerskiego – ppor. rez. Bronisław Góralski
- dowódca plutonu transportowego – ppor. Antoni Zawojski[14]

kolumna saperska
- dowódca kompanii – por. Bronisław Tołwiński
- dowódca I plutonu – ppor. Jerzy Borkowski
- dowódca plutonu przeprawowego – ppor. rez. Stefan Grzegorzewski[15]
- por. Marian Madejski

pluton przeciwgazowy
- dowódca plutonu – ?

W batalionie walczył także sierż. pchor. Ryszard Białous, w powstaniu warszawskim dowódca harcerskiego batalionu AK „Zośka”.